# Охай
Охай (на испански: Ojai) (в България е разпространено произношението като Оджай или Оджей[източник? (Поискан днес)]) е град в окръг Вентура, Калифорния, Съединени американски щати. Населението му е 7582 души (по приблизителна оценка от 2017 г.).

## Личности, починали в Охай
- Елмър Бърнстийн (1922 – 2004), американски композитор
- Чарлс Конрад (1930 – 1999), американски астронавт